# Чандар
Чанда́р (рос. Чандар, башк. Сандар) — присілок (у минулому селище) у складі Нурімановського району Башкортостану, Росія. Входить до складу Красноключівської сільської ради.
Населення — 220 осіб (2010; 289 у 2002).
Національний склад:
- татари — 43 %
- росіяни — 33 %